# Lluís Alcalà i Baqués
Lluís Alcalà i Baqués (Barcelona, 6 de juny de 1979) és un instrumentista de tenora i compositor de sardanes.
Amb 8 anys començà els estudis de solfeig i piano a Sant Boi de Llobregat i amb 18 s'inicià en la tenora amb el mestre Jordi Figaró a Sabadell, formació que completà obtenint el 2001 els títols de professor de piano i tenora pel Conservatori Superior de Música del Liceu.
Alcalà també toca el flabiol, i es diplomà en Estadística i es llicencià en Investigació i Tècniques de Mercat a la Universitat de Barcelona. Actualment (2021) forma part de la Cobla Mediterrània, on hi va entrar al 2015, després de 16 anys a la Cobla Sabadell i de tenora i flabiol al conjunt Grup Sant Jordi, que forma amb el també compositor, instrumentista i cantant Carles Santiago i Roig, amb què ha enregistrat el disc del mateix títol.
Com a compositor ha estat autor d'una trentena de sardanes, algunes premiades en concursos de sardanes com el "Premi de Composició Sardanista Ceret-Banyoles" o el "Sardana de l'Any" (diverses vegades finalista i accèssit de la crítica, i guanyador del Premi Popular amb la sardana 25 anys màgics a l'edició 2019). Col·laborà amb l'ONCE component una sardana i ensems, tocant a la cobla Once en el concert de presentació i en el disc que l'enregistrà. El 2014 va ser guardonat amb el primer premi al Concurs de composició de sardanes Vila d'Amer "Memorial Pere Fontàs", amb la composició La Font dels músics.
L'any 2018 va enregistrar un disc amb la Cobla Mediterrània amb algunes de les seves composicions: "Aventures", inclou 12 sardanes i la seva primera suite per a cobla i percussió anomenada "Aventura"

D'ell s'ha dit: 
| «                          | [A l'Aplec de Manlleu] es podran escoltar peces de compositors joves, però ja amb una brillant i consolidada trajectòria en el panorama sardanístic, com és el cas de Pitu Chamorro o Lluís Alcalà, entre d'altres. | » |
| — Elter, el portal d'Osona | |   |

## Obres
- El maridet, ballet per a cobla

### Sardanes
Selecció
- 50 anys d'Unió (2009), accèssit al concurs del 50è aniversari de la Unió de Colles sardanistes, enregistrada[en 2]
- Deixant empremta (2012)[nt 2][en 3]
- Dolça Ester (2007), enregistrada[en 4][nt 3]
- Festa a Sant Boi (2007), enregistrada[en 5]
- Joves triomfants (2009), dedicada a la Cobla Reus Jove en el seu 10è aniversari, enregistrada[en 6][nt 4]
- Mar Blava 10 anys (2007), enregistrada[en 4]
- Maranna (2014), enregistrada[en 3]
- Moments màgics (2013) segon premi, i premi Popular, al 29è Premi de Composició Sardanista Ceret-Banyoles
- Murmuri de nenúfars (2010), premi Popular al XVI Certamen Josep Solà - Ciutat de Mollet 2010[3] i enregistrada[en 4]
- Pel nostre Miquel (2008), enregistrada[en 7]
- Record olímpic (2008), enregistrada[en 3]
- Sabadell LX (2013), dedicada a la Cobla Sabadell[en 8]
- Sempre amb nosaltres (2008), dedicada a Manel Saderra Puigferrer, enregistrada[en 9]
- Sentiments d'amistat (2011), enregistrada[en 3]
- Sisè sentit (2011), dedicada a en Jordi Fort i Font i a l'ONCE, accèssit de la crítica al premi "Sardana de l'Any" del 2011[8] i enregistrada[en 10]
- Un camí inoblidable (2009), enregistrada[en 4]

## Enregistraments
(tots en disc compacte)
1. ↑   Grup Sant Jordi.  Barcelona: Audiovisuals de Sarrià, 2009. Ref. 52.139
2. ↑  Cobla Jovenívola de Sabadell. 50è aniversari Unió de Colles Sardanistes de Catalunya.  Barcelona: Àudiovisuals de Sarrià, 2009. Ref. AVS 5.2137
3. 1 2 3 4  Cobla Bohèmia. Connectats 2.  Barcelona: Àudiovisuals de Sarrià, 2014. Ref. AVS 5.2408; comprèn també sardanes de Daniel Gasulla, Carles Santiago i Jordi Paulí
4. 1 2 3 4  Cobla Bohèmia. Connectats.  Barcelona: Àudiovisuals de Sarrià, 2012. Ref. AVS 5.2329; comprèn també sardanes de Daniel Gasulla, Carles Santiago i Jordi Paulí
5. ↑  Vents de Riella. Sardanes a la carta.  Barcelona: Àudiovisuals de Sarrià, 2012. Ref. AVS 5.23017
6. ↑  La Principal de Cassà (2a. època). Un tomb per la sardana, 2012.
7. ↑  Cobla Contemporània. Contemporanis 7.  Barcelona: Picap, 2009. Ref. 91.0877-02
8. ↑  Cobla Sabadell. LX: 1952-2012.  Barcelona: Àudiovisuals de Sarrià, 2013. Ref. AVS 5.2338
9. ↑  Cobla Tres Vents. Fent amics 1.  Barcelona: Picap, 2010. Ref. 91.0921
10. ↑  Cobla ONCE. Onze sardanes per la ONCE, 2011.